# László Kiss-Rigó

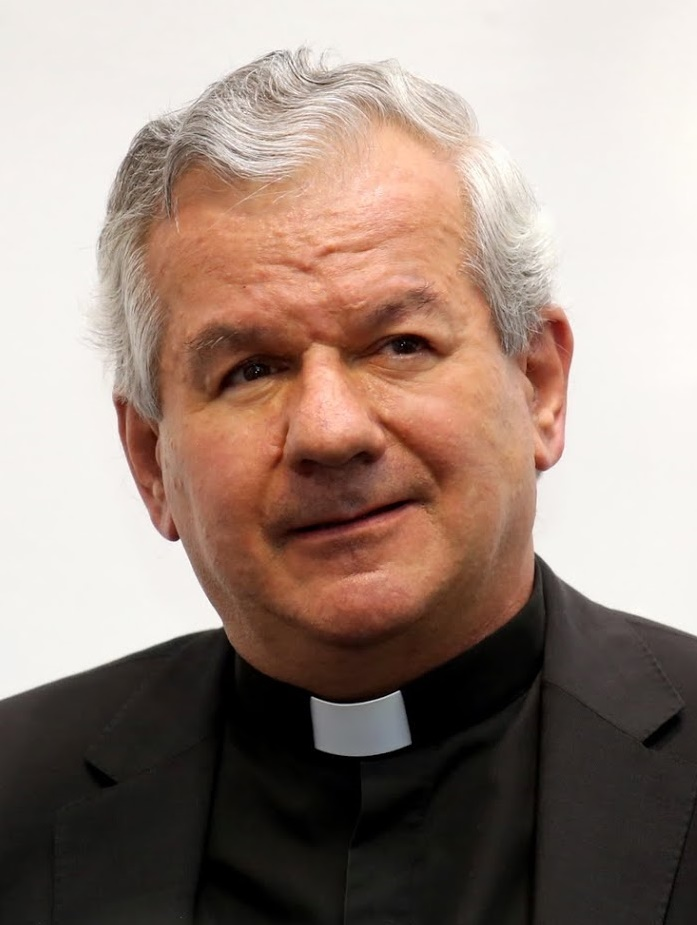
László Kiss-Rigó

Wappen von László Kiss-Rigó

László Kiss-Rigó (* 6. April 1955 in Budapest) ist ein ungarischer Geistlicher und römisch-katholischer Bischof von Szeged-Csanád (Szegedin-Tschanad) in Ungarn.

## Leben
László Kiss-Rigó empfing die Priesterweihe am 14. Juni 1981 im Erzbistum Esztergom durch László Kardinal Lékai.
Er wurde 2004 von Papst Johannes Paul II. zum Titularbischof von Pudentiana ernannt und zum Weihbischof im Erzbistum Esztergom-Budapest bestellt. Die Bischofsweihe spendete ihm Erzbischof Péter Kardinal Erdő am 21. Februar 2004. Mitkonsekratoren waren Alterzbischof László Kardinal Paskai und der Apostolische Nuntius in Ungarn, Erzbischof Juliusz Janusz. 2006 wurde Kiss-Rigó von Papst Benedikt XVI. zum Bischof von Szegedin-Tschanad ernannt.
In der Flüchtlingskrise in Europa 2015 wandte sich Kiss-Rigó mit scharfen Worten gegen den Solidaritätsappell von Papst Franziskus. „Das sind keine Flüchtlinge. Das ist eine Invasion“, betonte Kiss-Rigo laut Washington Post. „Sie kommen hierher mit dem Ruf ‚Allahu Akbar‘ (Gott ist groß) und wollen uns erobern.“ Überdies verhielten sich die meisten Migranten „sehr arrogant und zynisch“. Er stimme mit Ministerpräsident Viktor Orbán überein, der Papst habe dagegen keine Ahnung von der tatsächlichen Situation.